# 피정
피정(避靜,retreat)은 일상생활에서 잠시 벗어나 묵상과 침묵기도를 하는 종교적 수련을 말한다. 수많은 힌두교, 불교, 기독교, 수피교 공동체의 중요한 부분으로 자리잡혀 있다.

## 불교
불교에서 피정은 자기 스스로와의 재연결을 위한 필수적인 부분으로 간주되기도 한다.

## 기독교

### 로마 가톨릭
가톨릭 신자들이 자신들의 영신생활에 필요한 결정이나 새로운 쇄신을 위해, 어느 기간 동안 일상적인 생활의 모든 업무에서 벗어나 묵상과 자기 성찰기도 등 종교적 수련을 할 수 있는 고요한 곳으로 물러남을 말한다. 피정의 장소로는 성당이나 수도원, 피정의 집 등이 이용된다. 피정이라는 개념은 원래 기독교 이전에도 있었으나, 예수 그리스도가 광야에서 40일간 단식하며 기도했던 일(마태 4:1-2)을 예수의 제자들이 본뜨게 됨으로써 기독교 안에서 특별한 의미로 사용되었다. 피정이 공식적으로 소개된 것은 반(反)종교 개혁시대였는데, 성 이냐시오 로욜라(St. Ignatius of Loyola)는 그의 저서 ≪영신 수련≫(Exercitia spiritualia)에서 실제적인 피정의 방법을 발전시켰다. 이 책은 1548년 교황 바오로(Paulus) 3세에 의해 인가되었으며, 교황 비오(Pius) 11세(재위 : 1922-1939)는 그를 피정의 주보 성인으로 선포하였다. 또한 성 프란치스코 살레지오(St. Franciscus Salesius, 1567-1622)와 성 빈첸시오 드 바오로(St. Vincentius de Paulus, 1580?-1660)는 피정의 강력한 옹호자가 되었다. 17세기에는 피정을 원하는 사람들이 얼마동안 머무르며 지도자의 지도를 받을 수 있는 ‘피정의 집’이 생겨나게 되었다.
또한 로마 가톨릭에서는 19세기초부터 성직자들을 위한 연례피정이 실시되어 현재 교회법상으로 성직자들은 3년에 한 차례씩, 수도자들은 최소한 1년에 한차례씩 피정에 참가하게 되어있다. 피정은 단체피정과 개인피정으로, 성직자 · 수도자 · 평신도 피정으로 나뉘며, 평신도의 피정은 참가자의 나이와 성별, 직업에 따라 세분되기도 한다. 피정의 방법으로는 기본적으로 침묵에 따르는 고독 속에서 기도와 묵상, 사제 등 피정지도자의 강의 등으로 이루어지나 현대에 와서는 새로운 혁신이 일어나 ‘만남’(encounter)과 ‘대화’(dialogue) 등의 방법이 도입되었다.  피정은 그리스도가 40일간 광야에서 기도했다는 마태오 복음서 전승에 근거한다. 로마 가톨릭에서는 예수회창시자인 이냐시오 데 로욜라가 피정을 발전시켰다. 한국에서는 16개 교구에서 피정의 집을 운영하고 있으며, 남자, 여자 수도회에서도 이런 피정센터나 피정의집, 기도의 집 등의 시설을 갖추고 있다.

### 성공회
성공회에서는 1856년 옥스퍼드 운동으로 교회력 절기에 따라 달라지는 예복색상 즉, 예전색 사용, 수도원운동 등의 교회전통들이 회복되면서 피정을 종교적 수련으로 인정하게 되었다.

## 같이 보기
- 단순한 삶